# 泗水動物園
泗水動物園（簡稱KBS）是印尼泗水的動物園，成立於1916年。此動物園曾進行長冠八哥與科莫多龍等瀕危動物的復育計畫，但也因管理不善導致動物死亡而引發爭議。

## 歷史

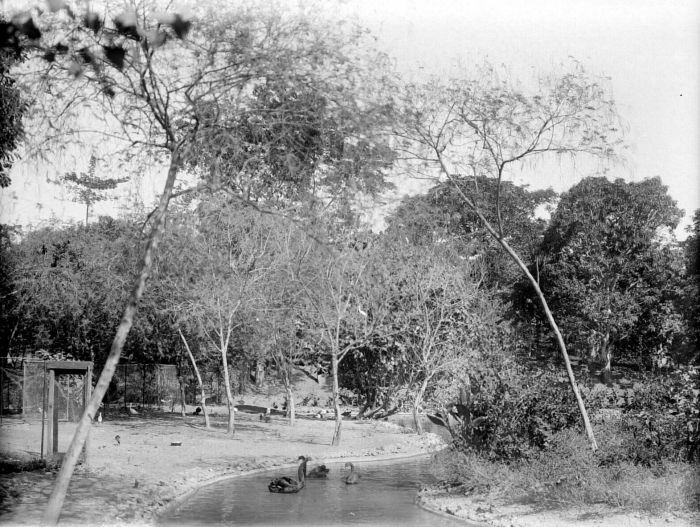
1931年泗水動物園池塘中的黑天鵝

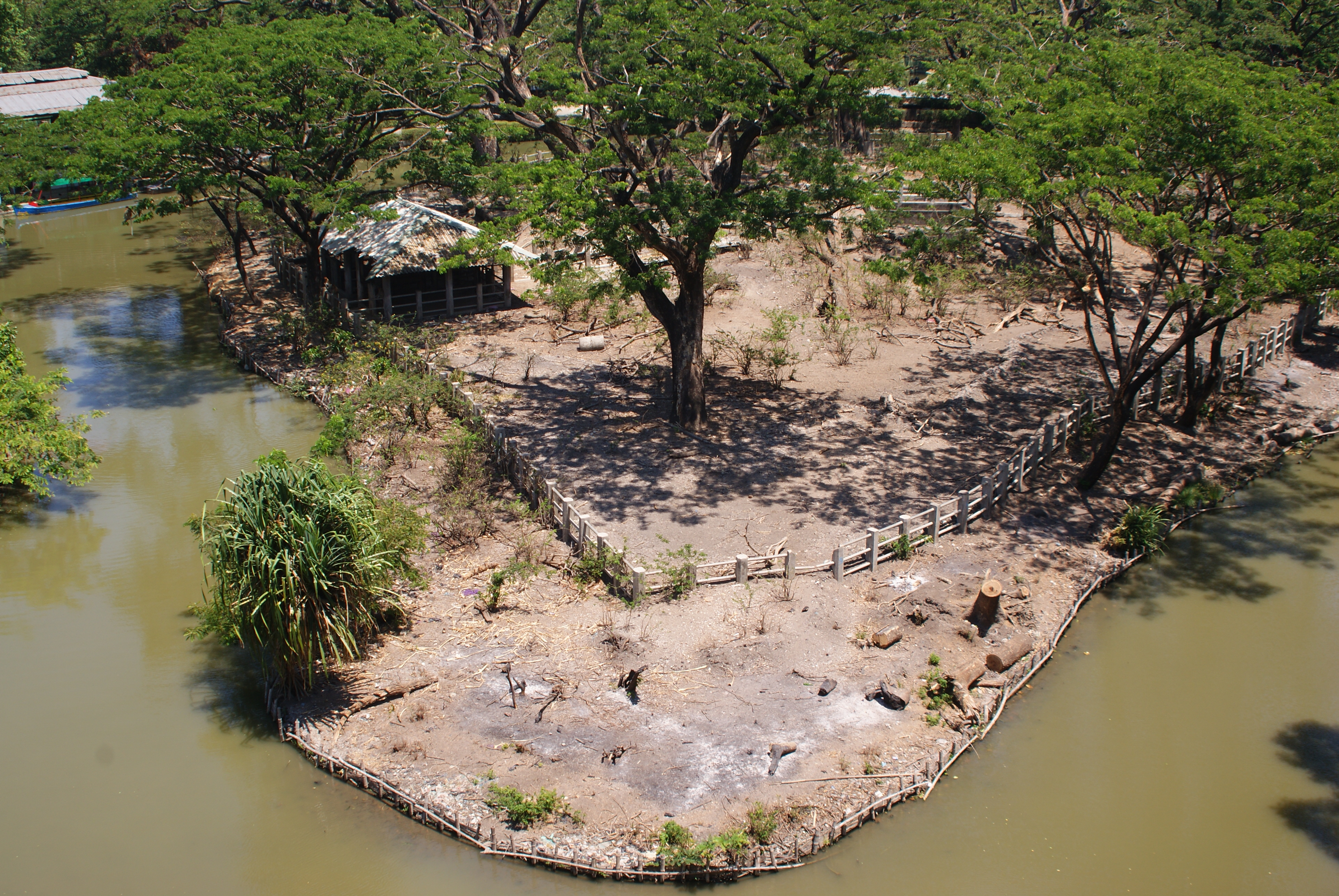
動物園內一景

1916年8月31日，荷屬東印度政府決定在泗水建立動物園，選址位於加里溫度（Kaliondo），1917年9月28日遷至哥盧都街（Jalan Groedo），1920年又遷至達摩原屬東爪哇蒸汽電車公司（OJS）的一塊土地。1922年7月動物園即面臨財務危機，有建議將其關園解散，但泗水市政府並未同意，1923年5月11日動物園建立了新的協會負責經營，以W·A·霍普斯（W. A. Hompes）為會長。1927年泗水市長G·J·戴克曼（G. J. Dijkerman）對動物園提供資金援助，泗水市議會為動物園向東爪哇蒸汽電車公司購入一片32,000平方公尺的土地。後來動物園的佔地又多次擴張至目前約15公頃的規模。
1987年下半年，泗水動物園的繁殖復育中心翻新改建，包含29座鳥舍，飼養了16隻極度瀕危的峇里島特有種鳥類長冠八哥；同年11月達雷爾動物保護信託基金與一些美國的動物園捐贈了37隻長冠八哥，1922年本動物園的繁殖復育中心共有44隻長冠八哥。因復育計畫成功，2011年6月泗水動物園在西巴厘島國家公園野放40隻長冠八哥。
近年泗水動物園也參與復育科摩多龍的行動，並計劃購地擴建科摩多龍展區，以及在復育成功後將其野放。2021年11月圓內共有108隻成體科摩多龍與35隻幼仔，另有40顆蛋尚未孵化。

## 爭議

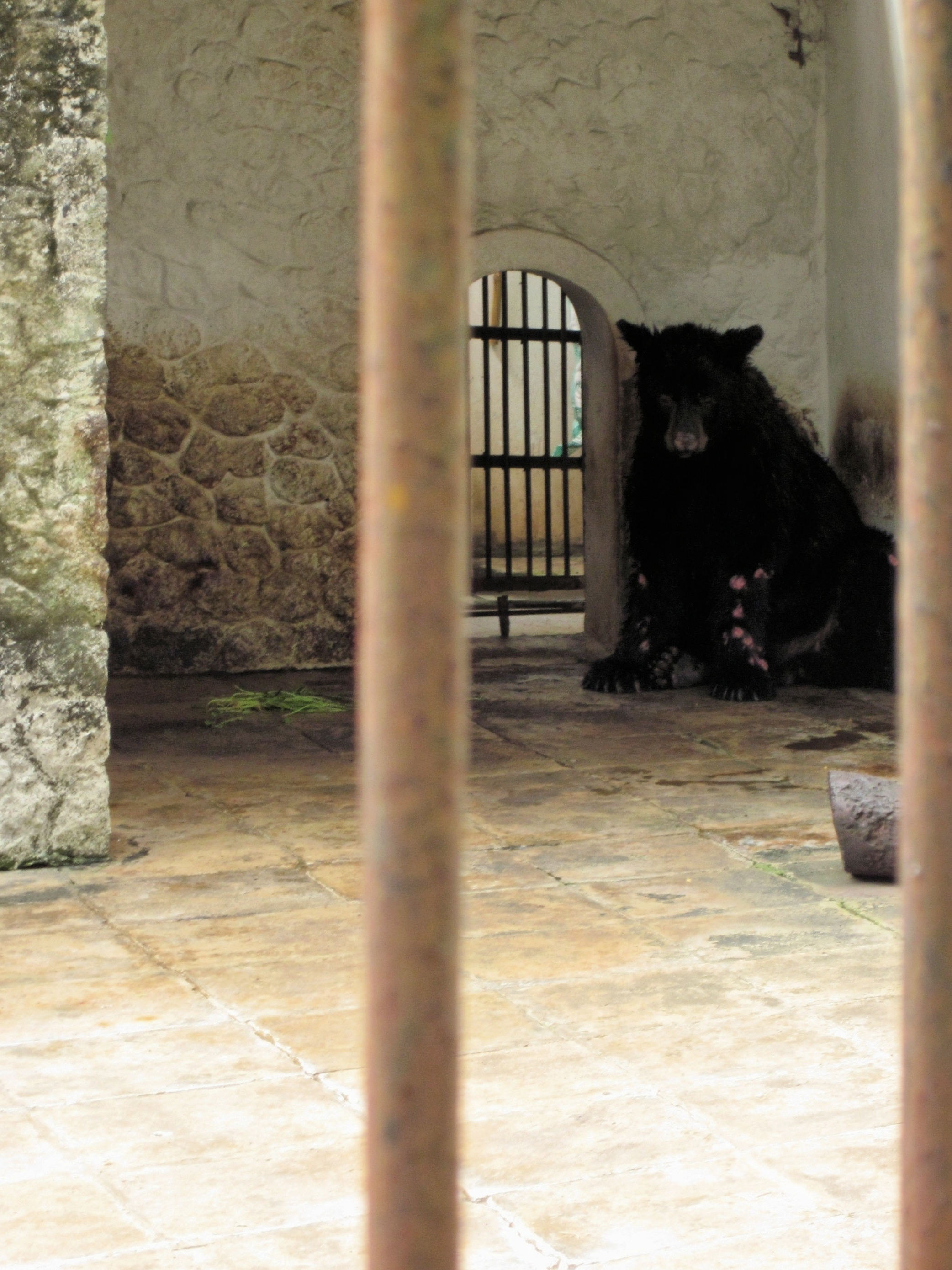
泗水動物園中飼養的美洲黑熊患有皮膚病，且未得到妥善治療

雅加達動物援助網路（Jakarta Animal Aid Network，簡稱JAAN）等數個動保組織皆曾批評泗水動物園中動物的飼養狀況堪慮，2010年《雅加達郵報》上的一篇文章將其稱為「泗水死亡動物園」 ，隨後印尼林業部因動物園中數起動物死亡案件（包括蘇門答臘虎、獅、小袋鼠、鹿豚、巴島花鹿、鱷魚等）而撤銷了泗水動物園的營運執照，由政府派員暫時接管。當地警方與東爪哇自然資源保護局展開調查後認定大部分動物死亡是工作人員疏忽所致，臨時管理團隊將378隻動物轉移至6個環保組織，但許多動物因健康狀況太差而陸續死亡，驗屍結果甚至在動物身體中發現了木材與塑膠。其中蘇門答臘虎為極度瀕危的亞種，園內的蘇門答臘虎「梅拉尼」（Melani）患嚴重消化道疾病而死，引起動保人士譁然。
2014年1月，園方宣布泗水動物園內有197種共3459隻動物，但有81隻動物患病，其中44隻狀況危急。有動保人士數次發起抗爭，請求將泗水動物園關閉。

## 圖集

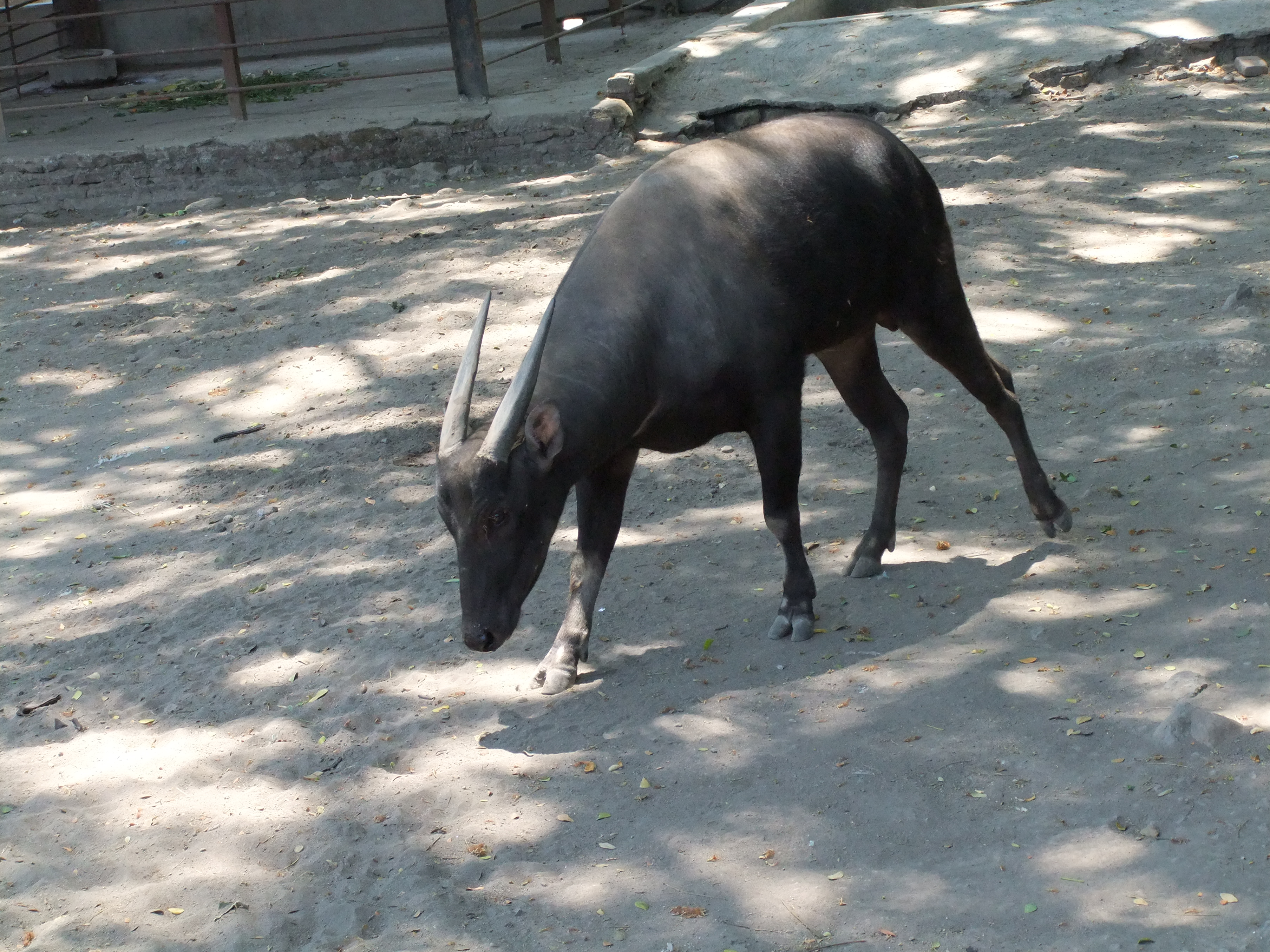
倭水牛
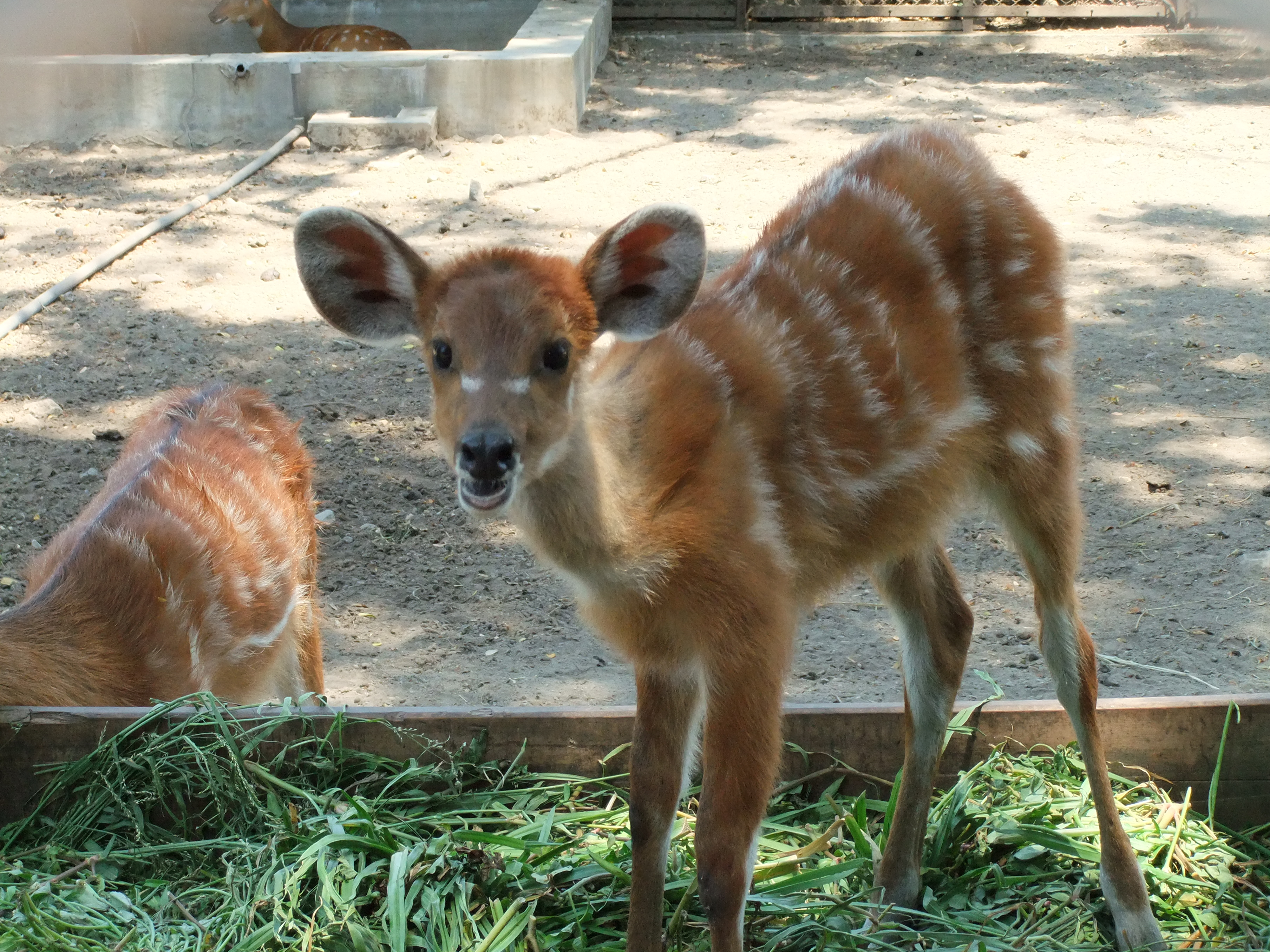
林羚
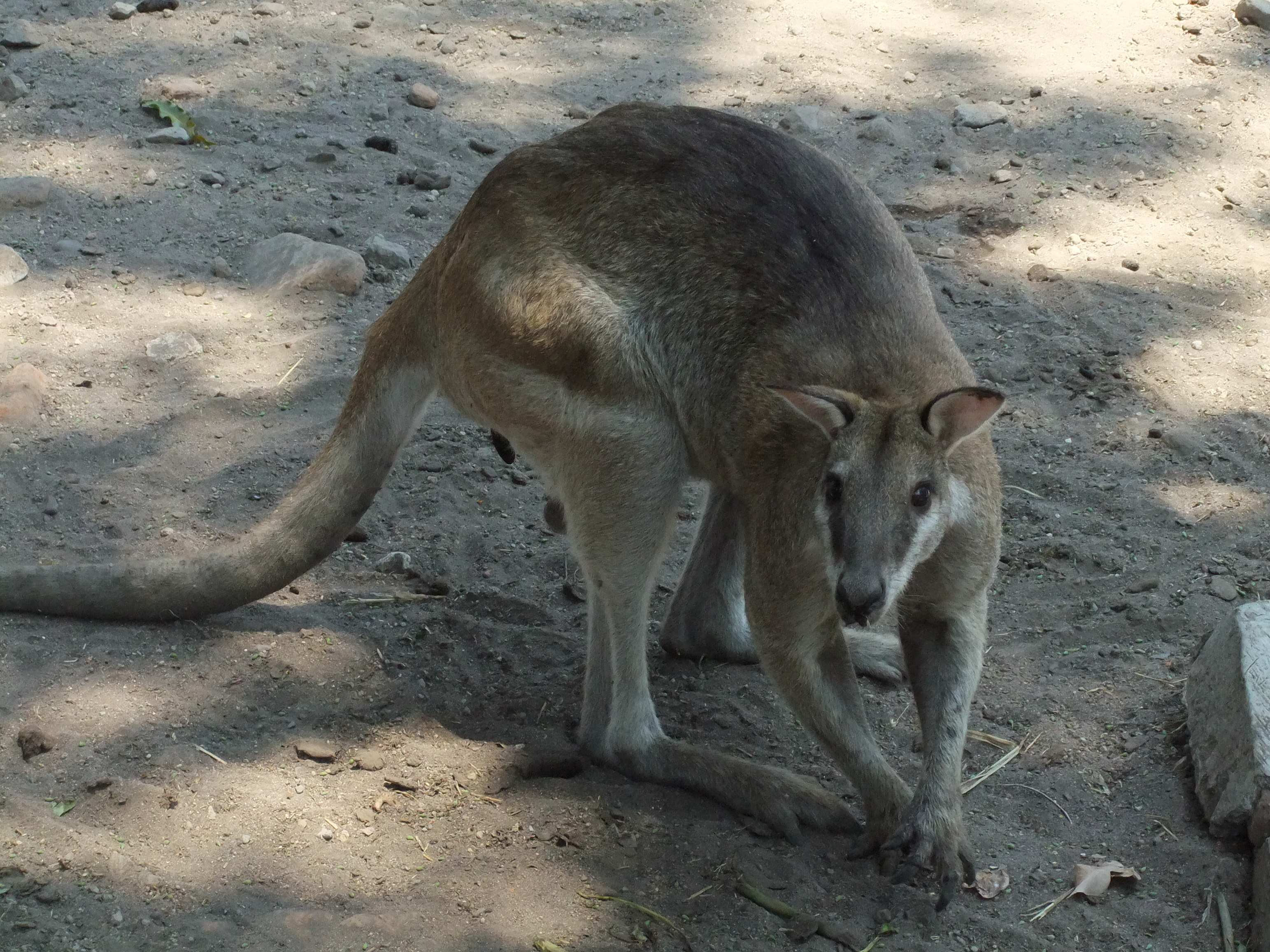
沙大袋鼠（英语：Agile Wallaby）
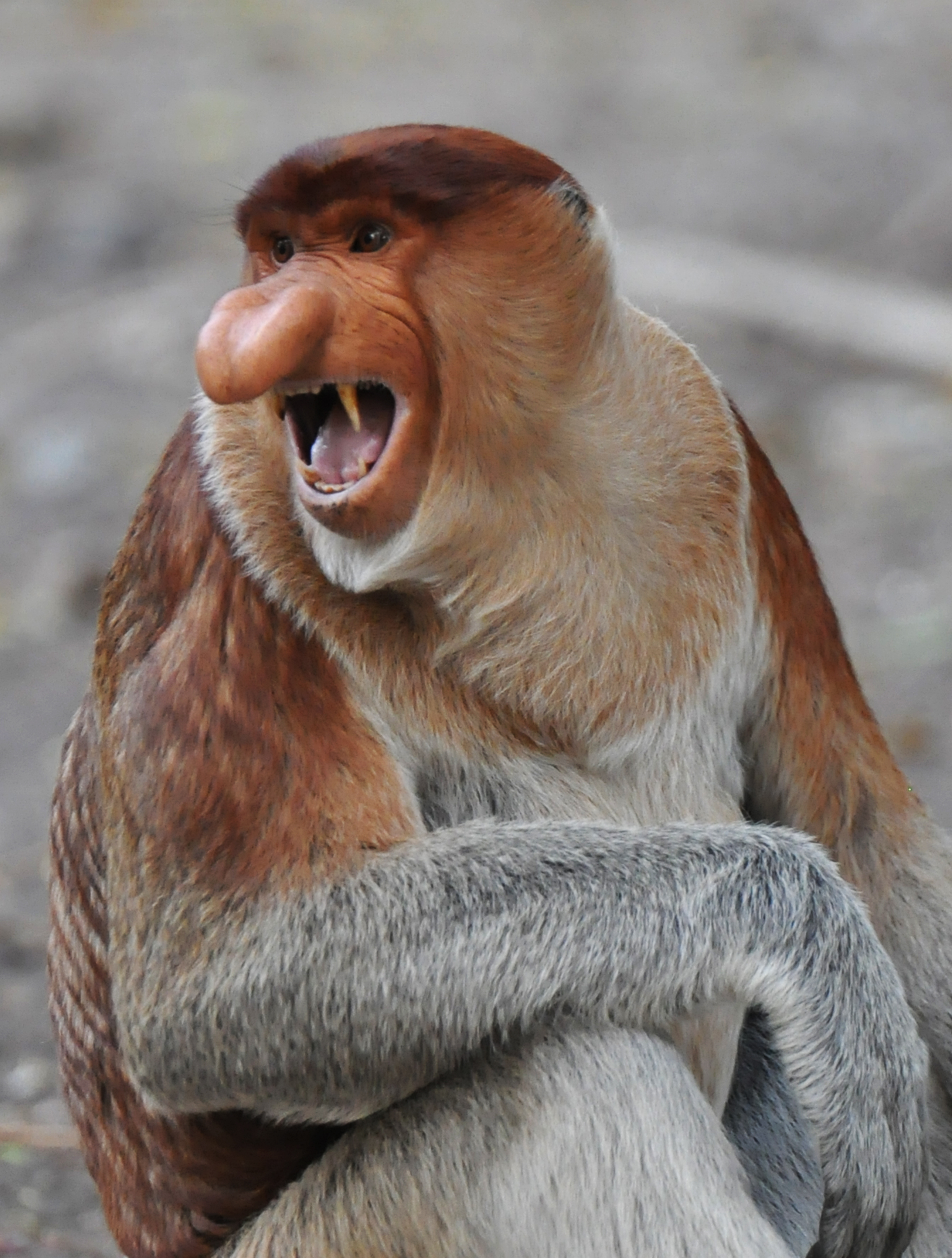
長鼻猴
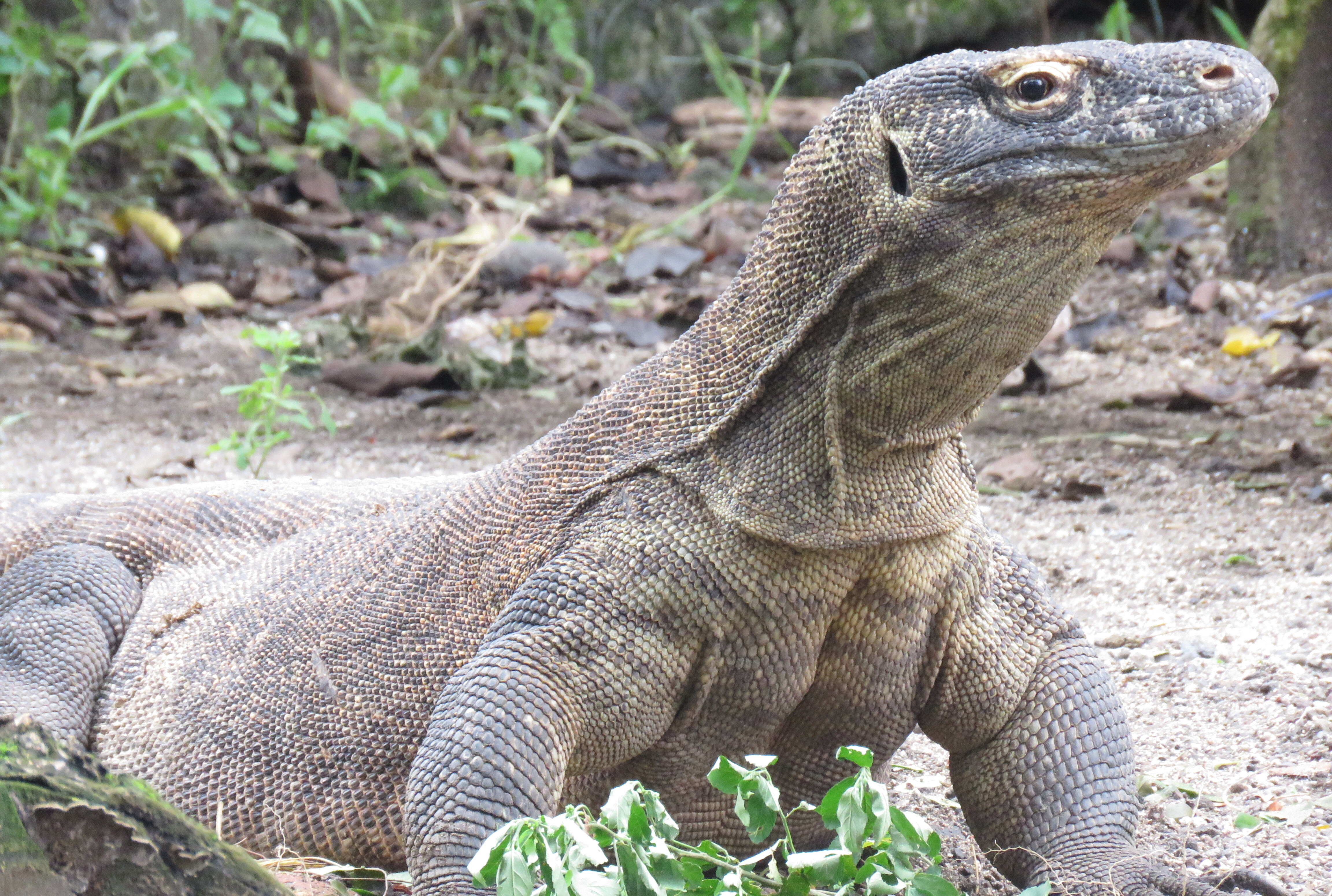
科摩多龍